# Üzemanyagszűrő

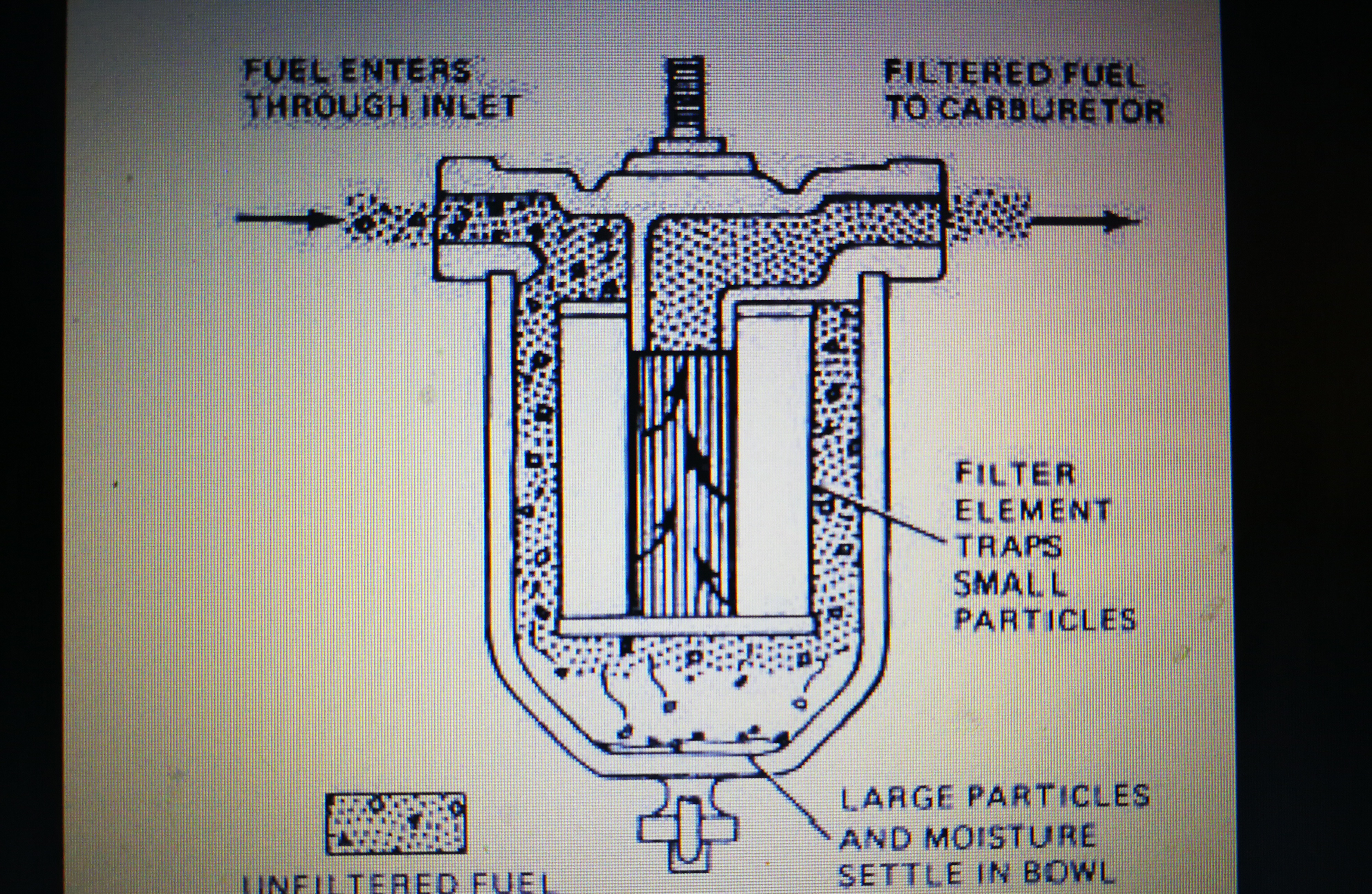
Üzemanyagszűrő

Az üzemanyagszűrő egy olyan szűrő amely az üzemanyagrendszerbe van beépítve, hogy kiszűrje az üzemanyagba bekerült szennyeződést és rozsdarészecskéket. Ez az alkatrész megtalálható a legtöbb belső égésű motorban.
Az üzemanyagszűrő elengedhetetlen részét képezik a modern autók kiélezett motorjainak rendszerében. A szűretlen üzemanyag rengeteg olyan részecskét tartalmaz amelyek károsíthatják egyes részeit a motornak. Ilyen részecskék lehetnek például az apró festékrészecskék amelyek a tankolás során junak az üzemanyagtartályba, vagy a fémtank korróziója során az üzemanyagba jutó rozsdadarabok. Ezek a szennyeződések, ha nincsenek kiszűrve a motorban azonnali károkat okozhatnak a befecskendezőben vagy az üzemanyagpumpában, köszönhetően az alkatrészek precíziójának. A szűrés az üzemanyag jobb égését is elősegíti hiszen minél kevesebb a szennyeződés annál jobb az égés így nagyobb hatásfokot lehet elérni, és nagyobb teljesítményt.
Ezt az alkatrészt megfelelő időközönként kell cserélni. Ez a művelet könnyen elvégezhető a szűrőház eltávolításával, ezzel megszakítva az üzemanyagláncot (értelemszerűen ilyenkor nem szabad gyújtást adni a motorra,  mert nagy mennyiségű üzemanyagveszteség lép fel). A szűrőházban található a szűrő, amelyet a legtöbb esetben nem lehet tisztítani, hanem az alkatrész cseréjével orvosoljuk a problémát. Léteznek többször felhasználható szűrők is de egy idő után ezek is cserére szorulnak (pl. mágneses szűrők). Az üzemanyagszűrő cseréjének elmulasztása egy idő után az autó teljesítményének romlásához és a motor rendellenes, gyenge működéséhez vezet, ha a problémát nem orvosolják, akkor az autó lefulladásához is vezethet. Ez annak köszönhető, hogy a motor próbál kellő mennyiségű üzemanyagot fecskendezni a robbanástérbe (hengerekbe) de mivel a szűrőn nem képes elegendő mennyiségű üzemanyag átfolyni így nem lesz megfelelő a robbanás,  lefullad a motor.
A szűrőház általában öblös, főleg a dízel üzemű motoroknál, amely fel van töltve üzemanyaggal. Ez a kialakítás azért szükséges hogy a rendszerbe bekerült víz le tudjon ülepedni, mivel a víz sűrűbb mint a gázolaj. Ezt a vizet a tartály alján elhelyezett csap segítségével le lehet engedni addig, míg a szűrőházban csak a megfelelő üzemanyag lesz. A víz azért jelent nagy gondot a dízel üzemű motoroknál, mert itt a robbanás sűrítés során jön létre (ellenben egy benzin üzemű motornál szikra szükséges a robbanáshoz), és mivel a víz nem nyomható össze, nagy károkat tud okozni a robbanástérben (hajtókar eltörése, dugattyúfej megrepedése,stb.), emellett a rozsda sem egy elhanyagolható veszélyforrás. A probléma elkerülése érdekében régebbi autóknál egy rendszeres ellenőrzés, a víz leengedése, és ciklikus szűrőcsere a motor élettartamát nagyon meghosszabbíthatja. Az újabbaknál van a szűrőházba beépített szenzor amely a víz kritikus szintjét méri amely jelet küld, és a műszerfalon jelzi ki a problémát.